# Magdeburger Himmelfahrtskrawalle
Als Magdeburger Himmelfahrtskrawalle werden Ausschreitungen in der Magdeburger Innenstadt bezeichnet, die sich am 12. Mai 1994 ereigneten. Dabei wurde eine Gruppe Schwarzer von rechtsextremen Jugendlichen stundenlang durch die Magdeburger Innenstadt gejagt. Insgesamt wurden sechs Menschen verletzt. Ein Opfer der Übergriffe, der etwa 30-jährige Algerier Farid Boukhit, starb im September 1994. Die Staatsanwaltschaft schloss einen Zusammenhang mit den Übergriffen aus.
Das Hauptaugenmerk lag hierbei auf dem nach Ansicht von Beobachtern erschreckenden Verhalten der Polizei, die zu spät und zu zögerlich gegen die Neonazis eingriff; Augenzeugen berichteten, dass einzelne Beamte offen ihre Sympathie für die Angreifer ausdrückten.

## Berichte von Opfern
Opferberichten zufolge sollen die angerückten Polizisten die Afrikaner zum Teil beschimpft und durch ordinäre Handzeichen zusätzlich provoziert haben; ein konkretes Einschreiten gegen die Neonazis sei keinesfalls erfolgt. Die Rechtsextremen hätten dies als eine Art Freifahrtschein verstanden, alles zu machen, was sie wollen.
Als die Polizei dann endlich eingegriffen hätte, hätte sie insbesondere die Afrikaner festgenommen, die sich gegen die Rechtsextremen zur Wehr gesetzt hatten – die Randalierer selbst wurden größtenteils unbehelligt gelassen. Darüber hinaus gab es einige Klagen der Afrikaner, sie seien von Beamten bei der Festnahme schwer misshandelt worden.

## Medienecho
Die Himmelfahrtskrawalle wurden durch das intensive, zum Teil sogar internationale Medieninteresse sofort zu einem großen Politikum. Im Bundestag fand am 18. Mai 1994 auf Antrag von Bündnis 90/Die Grünen eine Aktuelle Stunde zum Thema statt, wo insbesondere Gregor Gysi, der damalige Bundespräsident Richard von Weizsäcker und die damalige Frauen- und Jugendministerin Angela Merkel Kritik an der Vorgehensweise der Polizei übten und die Vermutung äußerten, dass es auch innerhalb der Polizei rassistische Geisteshaltungen geben würde.

### Kritik und Verteidigung der Vorgehensweise
In der Kritik stand vor allem, dass die wenigen festgenommenen Randalierer nach der Aufnahme der Personalien sofort wieder freigelassen wurden und die Möglichkeit des Unterbindungsgewahrsams nicht voll ausgeschöpft wurde sowie dass auch Afrikaner festgenommen wurden, die ja lediglich in Notwehr gehandelt hatten.
Der damalige Innenminister Sachsen-Anhalts, Walter Remmers (CDU), verteidigte die umgehende Freilassung der Gewalttäter, indem er auf die Rechtslage verwies; diese besagt, dass für die Anwendung des Unterbindungsgewahrsams, der einen Tag längere Haft ermöglicht, die Vermutung bestehen muss, dass weitere Straftaten zu befürchten seien; dies habe nach 23 Uhr am Himmelfahrtstag nicht zugetroffen. Allerdings gaben Remmers wie auch der damalige Magdeburger Polizeipräsident Antonius Stockmann zu, es sei ein Fehler gewesen, die Staatsanwaltschaft nicht sofort zu benachrichtigen; diese wurde erst am Tag nach den Krawallen aktiv und war dann nicht mehr in der Lage, sofortige Haftbefehle zu erlassen. Die Ausstellung von Haftbefehlen geschah erst in der Woche nach den Ausschreitungen.

### Ermittlungsverfahren
Nach den Krawallen wurden insgesamt 15 Ermittlungsverfahren gegen Polizisten wegen Körperverletzung im Amt eingeleitet, es wurden jedoch alle Beschuldigten entlastet. Ein Beamter, der zunächst suspendiert worden war, wurde 1995 freigesprochen. Eine Berufungsverhandlung bestätigte den Freispruch.
Insgesamt wurden 86 mutmaßliche Täter der Himmelfahrtskrawalle ermittelt. Im Juli und August kam es zu acht Verurteilungen, zum Teil auch mit mehrjährigen Haftstrafen. Bei den unmittelbar auf die Krawalle folgenden Landtagswahlen am 26. Juni 1994 gab es einen Regierungswechsel, der die Versetzung Stockmanns in den einstweiligen Ruhestand durch den neuen Ministerpräsidenten Reinhard Höppner (SPD) sowie den neuen Innenminister Manfred Püchel (SPD) zur Folge hatte.
Als Antwort und Wiedergutmachung ihres Verhaltens veranstaltet die Magdeburger Polizei seit 1996 jährlich das "Fest der Begegnung", ein interkulturelles Festival, das insbesondere die Bekämpfung von Rassismus und Ausländerfeindlichkeit fokussiert und immer rege Teilnahme erfährt.